# Sibila de Borgoña
Sybilla de Borgoña (1060-1103), fue una noble francesa, duquesa consorte de Borgoña por su matrimonio con Eudes I, Duque de Borgoña.
Perteneciente a la casa de Ivrea, era hija de Guillermo I de Borgoña y Estefanía. Se casó con Eudes I de Borgoña en 1080.
Hijos: 
- Florina de Borgoña
- Elena de Borgoña
- Hugo II, duque de Borgoña[2]
- Enrique (fallecido en 1131)